# Casa Publicadora Brasileira
A Editora Casa é uma editora cristã brasileira, e uma das 63 editoras da Igreja Adventista do Sétimo Dia espalhadas pelo mundo. Também é conhecida por sua sigla: CPB ou simplesmente Casa. Possui também uma divisão que produz CDs e DVDs, denominada Musicasa.

## História
A Casa Publicadora Brasileira foi fundada em 1900 na cidade do Rio de Janeiro. Seu primeiro periódico publicado foi O Arauto da Verdade impresso em julho de 1900. Apesar da impressão, os pioneiros não possuíam uma tipografia própria. John Lipke, que a pouco ocupara o lugar de Guilherme Stein Jr. como diretor da Escola Adventista de Taquari/RS, foi aos Estados Unidos e conseguiu a doação de um prelo manual que pertencia a Review and Herald para o início da editora.
A partir de 1904, O Arauto da Verdade começou a ser impresso no colégio missionário de Taquari e em 1905 foram impressos 2.000 exemplares do mesmo. Já no ano de 1907, foi impresso o primeiro livro A Gloriosa Vinda de Cristo sendo este o primeiro livro de colportagem publicado no Brasil. A segunda publicação em português foi a Revista Trimensal que depois passaria a se chamar Revista Mensal, atualmente Revista Adventista. Em janeiro de 1906 saiu a primeira publicação da revista em cores.
Em 15 de fevereiro de 1907 foi feita uma Conferência do Rio Grande do Sul, decidindo mudar a localização da editora, pois Taquari era desfavorável levando em consideração a localidade e a dificuldade de comunicação. Ainda em fevereiro, o Pastor Spies encontrou uma chácara próxima a Estação de São Bernardo, comprou a propriedade e a editora foi transferida ainda naquele ano. Outras mudanças ocorreram com a editora, entre elas o nome, passando de Sociedade Internacional de Tratados no Brasil para Casa Publicadora Brasileira.
Em 1913 foi um ano de avanços para a CPB - são editados os livros O Lar e a Saúde da Família, Estudos Bíblicos, Manual do Colportor e livretos como Paixão de Cristo, Segredo da Saúde e Testemunhos para a Igreja.  No mesmo ano, mais precisamente em junho, a revista O Arauto da Verdade é suspensa.
Em 1914, é editado o hinário sem música Cantai ao Senhor. Guilherme Stein Jr. retorna a Elias Fausto por motivos de saúde, e Emanuel Ehlers ocupa seu lugar e publica sua obra ‘’O Sábado’’.
Em meados de 1930, ocorreu na Grande Exposição de São Paulo a comemoração do IV Centenário de São Vicente, ocasião em que a Casa Publicadora Brasileira recebeu prêmios pelos livros: Doze Grandes Sinais da Volta de Cristo, Enfermidades Infecciosas, A Esperança do Mundo, Guia Materno, Guia Prático de Saúde, Vida de Jesus e Evidências da Volta do Salvador.
No ano de 1939 a CPB obtém a segunda linotipo e também nasce a revista Vida e Saúde.
Na década de 40, são lançados 43 obras, sendo boa parte delas brochuras, algumas delas são: Conselhos Sobre a Escola Sabatina, Mensagens aos Jovens, O Desejado de Todas as Nações, A Ciência do Bom Viver. A área de equipamentos ganha força com novas máquinas adquiridas.
Nos anos 50, a CPB,  são lançadas duas novas revistas, a Mocidade e Nosso Amiguinho em 1953, no mesmo ano, é publicado o devocional anual ou Meditações Matinais.
No ano de 1956, ocorre uma ampliação na editora.
Nos sessenta anos da CPB, a editora alcançou um recorde de publicações, sendo produzidas 111 obras sendo algumas delas: Evangelismo, O Lar Adventista, História de Nossa Igreja, Preparação Para a Crise Final, Temperança, Conselhos Sobre Regime Alimentar.
Novas instalações são construídas designadas para a Administração, Contabilidade, Redação e Biblioteca, Departamento de Arte e Diagramação, Central Telefônica, Recepção e Expedição.
Seis residências são construídas na chácara, é reformada a praça de esportes e instala-se a cabine de guardas.
Na década de 70, ocorre a maior tiragem do livro O Grande Conflito, 278.000 exemplares. O processo de composição linotípia é substituído pela fotocomposição. Em 1979, o livro Vida de Jesus possui a tiragem de 1.400.000 exemplares. No mesmo ano, dá-se início a "Casa Aberta" no mês de setembro. Esse finalzinho da década de setenta, impulsiona a editora a fazer planos para mudar-se para o interior do Estado de São Paulo.Com isso, a editora compra uma área de aproximadamente 22 alqueires em Tatuí -SP pelo preço de Cr$ 6.482.700,00. No dia 28 de novembro de 1983, o presidente da Divisão Sul- Americana lança a pedra fundamental na nova propriedade.
A construção na nova sede tem início em 1984, tendo como autor do projeto o engenheiro Flávio Genske. Em fevereiro de 85, começa-se a ocupação do pavilhão industrial, mas no mesmo ano, as obras são suspensas por falta de recursos e o engenheiro Flávio Genske deixa a direção do projeto. Em fevereiro de 1986, são retomadas as as construções tendo como novo diretor do projeto o engenheiro Waldemar Wenzell.
A mudança da editora para Tatuí seguiu um cronograma rígido. Quase que 90% dos funcionários mudaram-se para Tatuí, sendo assim, 120 casas são alugadas no município. Surge a oportunidade de vender a antiga propriedade, e em 4 de outubro de 1985 a propriedade de Santo André é vendida para a Casa Anglo Brasileira S.A- MAPPIN.
A inauguração da nova sede ocorre somente no dia 4 de janeiro de 1987, esse ato solene contava com pessoas importantes como: Neal Wilson, presidente da Associação Geral, Enoch de Oliveira, vice- presidente mundial, João Wolff, presidente da Divisão Sul-Americana, Joaquim Quevedo, prefeito do município de Tatuí.
A editora passa a padronizar os livros de bolso e estes são classificados em: Perspectiva, Horizonte, Renascer, Vida e Poesia. No ano de 1981 a editora passa a produzir livros didáticos sob a coordenação do Departamento de Educação da Divisão Sul-Americana. Na mesma década, o Departamento de Publicações da Divisão Sul-Americana consegue o primeiro lugar em vendas entre todas as Divisões adventistas do mundo.
Nos primeiros anos da década de 90, a editora continua investindo em novos equipamentos. No dia 15 de maio de 1991,  é inaugurado o prédio do refeitório. É adquirido um imóvel em São Paulo no bairro de Moema com a finalidade de estabelecer uma filial. Já no Rio de Janeiro é aberta uma filial. A área de informática da CPB alcança importante avanço com a aquisição de novas máquinas.
O evento da "Casa Aberta" é considerado o maior evento na área de publicações da Igreja Adventista.
Nos anos 90 a editora dispõe de uma boa qualidade na redação, pois foram realizados investimentos profissionais e acadêmicos e a maioria dos editores possui formação teológica e jornalística.
Ocorre a implantação da "Casa Aberta Online", "Casa Aberta Móvel" e "Casas Abertas Regionais". Criação do cartão "Cliente Preferencial CASA", vendas por cartão de crédito, instalação de linhas 0800 para assinante e televendas e vendas pela internet.

## Impressos Denominacionais

### Anos 20
- O grande destaque deste período é o lançamento do livro O Conflito dos Séculos.
- Em 1923, a revista Sinais dos Tempos passa a se chamar O Atalaia. Ainda é 1923 é lançado um livro com alto teor evangelizante, o Nossa Época à Luz da Profecia.
- Em 1927, é publicado A Esperança do Mundo.
- Em 1929, é publicado Patriarcas e Profetas, Vida e Ensinos e o primeiro caminhão para entregas é adquirido.

## Filosofia
Por ser uma empresa ligada a Igreja Adventista do Sétimo Dia, a Casa Publicadora Brasileira adota a mesma filosofia cristã. Atenta ao secularismo cada vez mais presente nos livros didáticos, investe recursos e canaliza boa parte de seus esforços para disponibilizar aos alunos de ensino fundamental e médio materiais que tragam a visão do criacionismo. Desta forma, antes mesmo do sistema educacional de ensino adventista crescer, a CPB, juntamente com a Igreja Adventista do Sétimo Dia, já trabalhavam para produzir seus próprios livros didáticos.
Desde o início de suas atividades, a CPB inclui a impressão de livros didáticos em suas diretrizes. Embora isto só tenho sido concretizado de fato na década de 80, um exemplar de 1914 intitulado Novo Método de Leitura Elementar pretendia, além do viés religioso, servir como ferramenta educacional. Palavras simples, de fácil compreensão para o leitor, letra cursiva e acento em todas as sílabas tônicas demonstram o caráter didático desta publicação.

## Trajetória
A união de religião e educação continua e em 1936 a CPB lança uma série de livros chamada Lições Bíblicas. A série continha os seguintes títulos:
1. Histórias da Bíblia e da Natureza (Dorotéia E. White, 1940)
2. Quando o Mundo Era Novo (Esther Francis Rockwell, 1938)
3. Do Egypto a Caanan (Ella King Sanders, 1937)
4. Os Últimos Tempos do Antigo Testamento (Alma E. McKibbin, 1936)
5. A Vida de Jesus (sem data e sem autor - é citado em outros volumes da série)
6. O Evangelho a Todo o Mundo (Alma E. McKibbin, 1938)
7. O Grande Plano de Deus (Sara E. Peck, 1941)

Nesta época, a CPB fazia impressões de tiragem pequena, com ilustrações em preto e branco. Como não dispunha de maquinário suficiente para o volume de impressões que a série demandava, ficou ao encargo da São Paulo Editora Ltda a impressão dos livros.
Dando sequência a publicação de material religioso didático, em 1949 foi lançado o Compêndio Para as Escolas Secundárias - Doutrinas Bíblicas, de Leona S. Burman.
Entre 1954 e 1957, uma nova série para os primários é lançada, com os seguintes títulos:
1. Aprender Fazendo
2. Através dos Anos com Deus

3 Todo o Caminho com Deus
Em 1959, eram lançados livros para ginásio:
1. Dia a Dia com Jesus
2. Mensageiros da Promessa (1962)
3. Vida e Tempos do Velho Testamento (1960)
4. O Caminho Maravilhoso (1962)
5. Testemunhas de Jesus (1962)

Em 1962, são editados livros par cursos secundários:
1. Desenvolvimento da Igreja Cristã
2. História da Nossa Igreja
3. Princípios de Vida

### Anos 80
No final da década de 70, início da década de 80, a CPB iniciou a publicação de uma série didática religiosa preparada pela Associação Geral que, pela grandeza do projeto, forneceu o recurso necessários para tradução e impressão dos livros, estabelecendo uma mudança no estilo e apresentação dos materiais da CPB. Obtiveram excelente aceitação no mercado - supriram uma carência de livros didáticos da época - e resultaram em um bom volume de tiragens. Entretanto, os livros traduzidos do inglês mativeram algumas características do original que geraram críticas por serem muito diferentes da cultura brasileira, como, por exemplo, o peso dos livros. Contudo, foram bem aceitos e utilizados até os anos 90.
São livros desta série traduzida:
1. Como Tudo Começou (1982)
2. Colunas do Caráter (Siegfried Julio Schwantes,1983)
3. O Povo Escolhido de Deus (1983)
4. Mensageiros de Deus (1982)
5. Andando em Seus Passos(1984)
6. Viver Para Quê? (1978)
7. O Que Vale Mais? (1979)
8. Deus é vencedor (1977)
9. Mais Semelhantes a Ele (1979)
10. Avançando com Deus (1983)
11. Avançando com a Igreja de Deus (1983)
12. Avançando com a Palavra de Deus (1986)

Ainda nesta década, foram impressos livros de autores brasileiros, entre eles:
1. Estratégias Fonortográficas
2. Escreva Corretamente (coleção para o Ensino Fundamental)
3. Este Mundo Maravilhoso (conjunto de alfabetização)
4. Crescer e Comunicar (coleção para Ensino Fundamental - séries iniciais)
5. O Criador, o Mundo e Você (coleção para Ensino Fundamental)

Os livros didáticos de teor criacionista foram além das escolas adventistas. A coleção Este Mundo Maravilhoso  atingiu a marca de um milhão de exemplares e foi adotada em escolas públicas.
O teor criacionista dos livros gerou polêmica e manifestações contrárias em veículos de grande circulação, como a Folha de S.Paulo, que publicou uma matéria criticando a oposição ao evolucionismo. Porém, o que parecia ser prejudicial os negócios mostrou-se bastante profícuo, despertando o interesse de mais educadores que passaram a adotar os livros didáticos impressos pela CPB.

### Anos 90
Na segunda metade da década de 90, a CPB lançou mais livros de autores brasileiros.
Marcos Benedicto, Carmen de Souza, Raquel Reis, Rodrigo Silva e Adolfo Semo Suarez foram alguns dos autores que contribuíram para esta nova fase, escrevendo para desde as séries iniciais até o Ensino Médio.
Alguns dos livros desta fase:
1. Herói dos Heróis (1998)
2. Bem x Mal (1999)
3. De Bem com Jesus (2000)
4. Fé Inteligente (2001)
5. A Família de Jesus
6. Amigos de Jesus
7. Protegidos por Jesus
8. Escolhidos por Jesus
9. Abrindo o Jogo
10. A Eternidade Começa Aqui
11. A Escolha Certa

### Dias atuais
Os livros didáticos e paradidáticos correspondem a cerca de 18% do faturamento total da CPB. A Casa Publicadora Brasileira está em constante atualização e, periodicamente, consulta as instituições que adquiriram seus livros didáticos para verificar possíveis correções e melhorias a serem feitas.
Em 2003, em acordo com a discussão do Encontro Nacional do Livro Didático - evento promovido por iniciativa da CPB e da DSA - a CPB criou o CLDA (Conselho do Livro Didático Adventista) e as Comissões Pedagógicas, que visam regulamentar os livros didáticos que serão utilizados em toda a rede adventista de ensino, consolidando uma parceria entre CPB e o sistema educacional de toda a Igreja Adventista do Sétimo Dia.
Foram previstos ainda cursos anuais, ministrados pelos autores da CPB para os professores das escolas adventistas.
Segundo dados de 2003, já passam de 12 milhões os volumes impressos pela CPB na área educacional, sendo mais de 200 títulos diferentes.
Desde 2008 a Igreja Adventista do Sétimo Dia realiza o Impacto Esperança. Este é um programa que incentiva a leitura e provê anualmente a distribuição de livros em massa por parte dos adventistas no território sul-americano. Em 2018, a ação foi realizada no dia 26 de maio. Os livros podem ser baixados, lidos ou ouvidos através de site específico. Em 2007 o livro missionário fora o livro Dez mandamentos
| Ano  | Título                   | Autoria                          |
| ---- | ------------------------ | -------------------------------- |
| 2007 | Os Dez Mandamentos       | Loron T. Wade                    |
| 2008 | Esperança para Viver     | Ellen White                      |
| 2009 | Sinais de Esperança      | Alejandro Bullón                 |
| 2010 | Tempo de Esperança       | Mark Finley                      |
| 2011 | Ainda Existe Esperança   | Enrique Chaij                    |
| 2012 | A Grande Esperança       | Ellen White                      |
| 2013 | A Grande Esperança       | Ellen White                      |
| 2014 | A Única Esperança        | Alejandro Bullón                 |
| 2015 | Viva com Esperança       | Mark Finley, Peter Landless      |
| 2016 | Esperança Viva           | Ivan Saraiva                     |
| 2017 | Em Busca de Esperança    | Ellen White                      |
| 2018 | O Poder da Esperança     | Julián Melgosa, Michelson Borges |
| 2019 | Esperança para a Família | Willie Oliver                    |
| 2020 | A Maior Esperança        | Diogo Cavalcanti, Luís Gonçalves |
| 2021 | Esperança Além da Crise  | Mark Finley                      |
| 2022 | O Último Convite         | Clifford Goldstein               |
| 2023 | O Grande Conflito        | Ellen White                      |
| 2024 | O Grande Conflito        | Ellen White                      |
| 2025 | A Chave da Virada        | Marcello Niek, Bruno Raso        |